# سیارک ۹۰۱۴۰
سیارک ۹۰۱۴۰ (به انگلیسی: 90140 Gomezdonet، نامگذاری:2002YK2) نود هزار و صد و چهلمین سیارک کشف شده‌است که در ۲۸ دسامبر ۲۰۰۲ کشف شد.